# イエス・サード・アルバム
『イエス・サード・アルバム』（The Yes Album）は、イギリスのプログレッシブ・ロック・バンド、イエスが1971年に発表した3作目のアルバム。

## 解説
本作が制作された時期に、あらゆる面でイエスの基盤が出来上がったといえる。彼らは前作『時間と言葉』の制作が終了した直後の1970年4月に、デビュー以来初めてのメンバー・チェンジを行ない、ギタリストのスティーヴ・ハウを迎えた。そして前作の制作にエンジニアとして参加したエディ・オフォードをバンドとの共同プロデューサーに迎え、更にビジネス面での後押しを強化しする為にロイ・フリンに替えて敏腕のブライアン・レーンをマネージャーに迎えた。ハウはイエス・サウンドに大きな影響を与え、オフォードはスタジオ・ワークでの重要な役割を担って「第6のメンバー」と呼ばれた。
本作は、イエスの基盤が出来上がったことを象徴するかのように、作者が「イエス」とされた「ユアズ・イズ・ノー・ディスグレイス」で幕を開ける。この曲の基本構造は同じテーマの繰り返しであるが、それをアカペラ、疾走感のあるロック、ウォーキング・ベースでジャズっぽく、アコースティック・ギターでフォークというように様々な色彩をもって聴かせ、10分近い長さを感じさせない。歌詞はベトナム戦争に赴く若者達を思って書かれたものである。
続くハウのお披露目となったアコースティック・ギター・ソロ「クラップ」はライブ録音で、彼が敬愛してやまないナッシュビル・ギターの名人チェット・アトキンスの影響を素直に表現したカントリー・ピッキングの技巧が聴ける。彼は、アトランティック・レコードが題名を「The Clap」と印刷して訂正せずに広めてしまった、と嘆いている。
初の組曲形式を取った「スターシップ・トゥルーパー」は、ジョン・アンダーソンとクリス・スクワイアの曲を結合させ、ハウの壮大な3コード・ソロをエピローグに添えた大作。スクワイアの曲は彼が以前に書いた'For Everyone'の改作である。ハウのパートはイエス加入前にボーダスト在籍中に作曲したNether Streetという曲のコード進行に基づいた。
「アイヴ・シーン・オール・グッド・ピープル」は、アンダーソン作のトラディショナルな「ユア・ムーヴ（邦題：心の光）」とスクワイア作のワイルドなシャッフルの「オール・グッド・ピープル」という、極端な対照をなす二部構成の組曲。イエスの代表曲の一つで、コンサートでの人気曲でもある。「ユア・ムーヴ」はシングル・カットされスマッシュ・ヒットとなった。ハウはヴァチャリアという12弦のポルトガル・ギターを演奏している。
「ア・ヴェンチャー」はトニー・ケイがピアノ・ソロを聴かせる小品で、後年のライブでも殆ど演奏されていない。
「パペチュアル・チェンジ」は変拍子、対位法などの技巧が盛り込まれている。それと同時にジャズの影響も色濃く感じさせる。
本作はイギリスで4位、アトランティック・レコードの本拠地アメリカでもトップ40に入るヒットとなった。前2作の不発で窮地に立たされていたイエスは、本作で起死回生の成果をあげて契約の続行と活動の場を大きく広げるチャンスを手にした。彼等は本作の発表に合わせたツアーを行なった後の1971年8月、より複雑で高度な技術を要するプログレッシブ・ロックを演奏するためにケイを解雇して、後任にリック・ウェイクマンを迎えた。

## 収録曲
A面
1. ユアズ・イズ・ノー・ディスグレイス - "Yours Is No Disgrace" (イエス)
2. クラップ - "Clap" (ハウ)
3. スターシップ・トゥルーパー - "Starship Trooper"
  1. ライフ・シーカー - "Life Seeker" (アンダーソン)
  2. ディシルージョン - "Disillusion" (スクワイア)
  3. ワーム - "Würm" (ハウ)

B面
1. アイヴ・シーン・オール・グッド・ピープル - "I've Seen All Good People"
  1. ユア・ムーヴ - "Your Move" (アンダーソン)
  2. オール・グッド・ピープル - "All Good People" (スクワイア)
2. ア・ヴェンチャー - "A Venture" (アンダーソン)
3. パペチュアル・チェンジ - "Perpetual Change" (アンダーソン、スクワイア)

### リミックス盤
2014年 リミックス盤発売[CD/DVD-Audio・CD/Blu-rayデジパック仕様]。"2014 ステレオミックス(24bit/96khz)"、"5.1chサラウンドミックス(24bit/96khz)"が制作され、オリジナルステレオミックス(24bit/192khz)・別ヴァージョン・シングルエディット・ライブ等の音源が収録されている。

## レコーディング・メンバー
- ジョン・アンダーソン - ボーカル
- クリス・スクワイア - ベース、ボーカル
- ビル・ブルーフォード - ドラム、パーカッション
- トニー・ケイ - キーボード
- スティーヴ・ハウ - ギター、ボーカル

### アディショナル・ミュージシャン
- コリン・ゴールドリング (Colin Goldring) - リコーダー ※「ユア・ムーヴ〜心の光〜」